# حرق الكتب

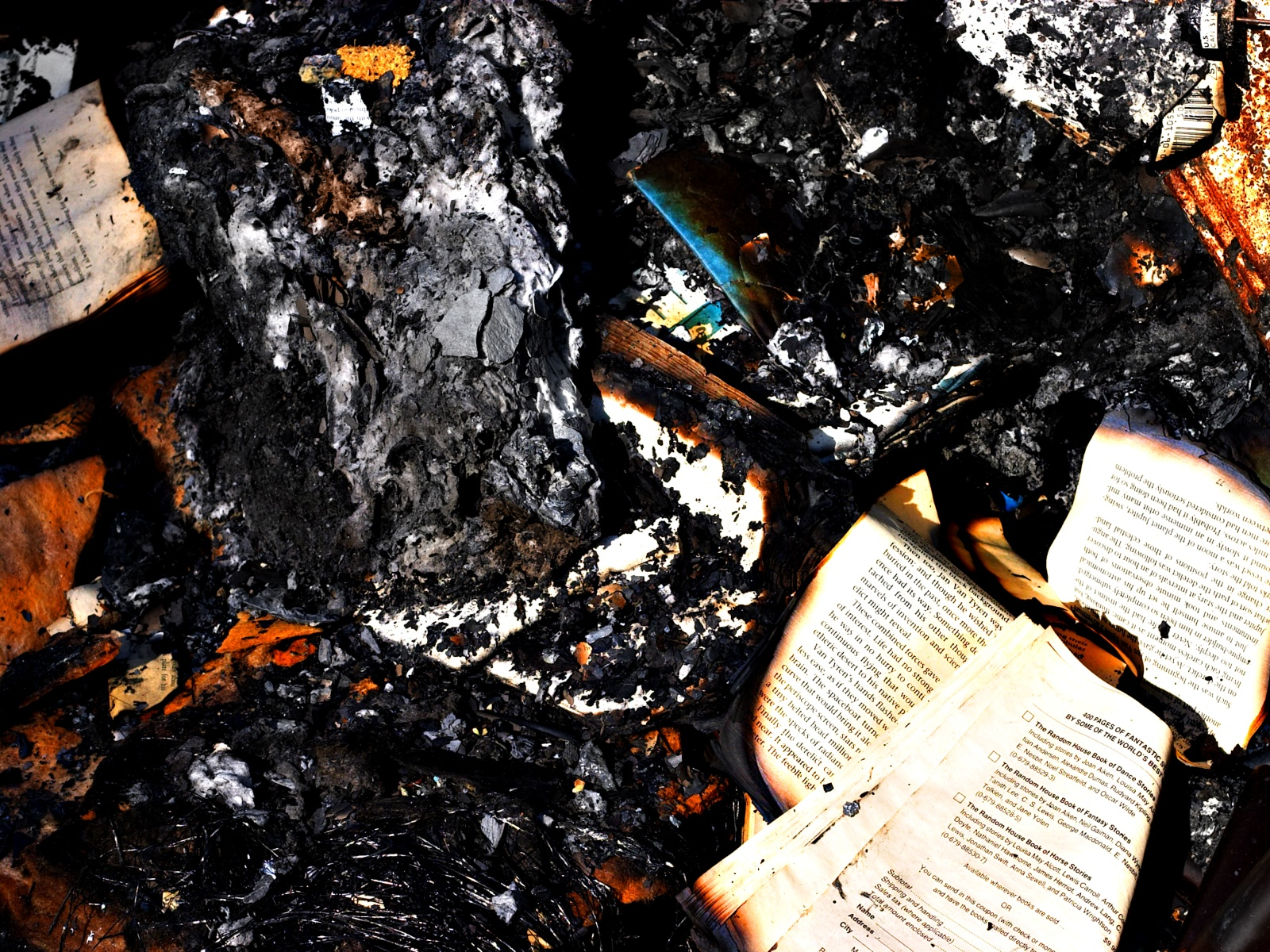

حرق الكتب أي تدميرها بالنار يجرى عادة بالعلن لأسباب أخلاقية أو سياسية أو دينية. إن بعض حوادث حرق الكتب تعتبر مصائب تتذكرها أجيال عديدة بسبب قيمة الكتب التي لا تعوض والخسارة الثقافية أو لأن عملية الحرق تعبر عن نظام قمعي. ويذكر التاريخ أمثلة عديدة منها حرق الكتب والعلماء في عهد أسرة تشين الصينية وتدمير الإسبان لمخطوطات المايا وحرق كتب ابن رشد من قبل المسلمين بعد أن إتهمه الخليفة بالكفر، وحرق النازيين للكتب. وقد تم حرق كبريات المكتبات في عدة مراحل تاريخية ابتداء من مرحلة قبل الميلاد إلى عصرنا الحالي

## مرحلة ما قبل الميلاد

### حرق مكتبةآشور بانيبالبالعاصمة الأشورية سنة 612 قبل الميلاد
تأسست في القرن السابع قبل الميلاد وسُميت نسبة إلى آشور بانيبال آخر أشهر ملوك الإمبراطورية الأشورية في العراق، وهي عبارة عن آلاف الألواح الطينية والشظايا التي تحتوي على نصوص متنوعة من القرن السابع قبل الميلاد، وقد كان من بين مقتنياتها ملحمة جلجامش الشهيرة. وقد اختلف العلماء حول مقدار مقتنياتها حيث قال البعض بأنها 1000 رُقم طيني، بعد تدمير نينوى (بالعراق حاليا) في 612 قبل الميلاد نتيجة تحالف بين البابليين والسكوثيون والميديون وأثناء اضرام النيران في القصر، اندلع حريق هائل طال المكتبة ما أدى إلى تسخين ألواح الطين و«انصهارها» بشكل كبير. معظم اكتشافات موقع نينوى تمت من قبل الرحالة وعالم الآثار البريطاني أوستن هنري لايارد حيث تم نقل معظمها إلى إنجلترا، وتعرض بعض من بقايا المكتبة في المتحف البريطاني في لندن ومتحف اللوفر في باريس.

### حرق مكتبة الإسكندرية
عرفت باسم مكتبة الإسكندرية الملَكية أو المكتبة العظمى وهي أول وأعظم مكتبة عُرفت في التاريخ، وكانت تضم أكبر مجموعة من الكتب والتي وصل عددها إلى (700) ألف مجلد بما فيها أعمال هوميروس ومكتبة أرسطو، وترجع أهميتها لأنها أقدم مكتبة حكومية عامة في العالم القديم،  شيدها بطليموس الأول ويقال أنه تم تأسيسها علي يد الإسكندر الأكبر قبل ثلاثة وعشرين قرناً  ويقال أيضاً أنه تم تأسيسها على يد بطليموس الثاني في أوائل القرن الثالث قبل الميلاد، عام (285 ـ 247) قبل الميلاد. وقد أعطى الكتاب الإغريق أرقاماً مختلفة عن عدد الكتب (اللفافات) التي كانت مقتناه في المكتبة، ويجب أن نعرف أن اللفافة الواحدة قد تنطوي على عدد من الأعمال كما أن الكتاب الواحد قد يقع في عدد من اللفافات.وتشير الأرقام إلى أن المكتبة الرئيسية بالمتحف كانت تضم 400 ألف لفافة غير مصنفة و90 ألف لفافة و800 مرتبة ومصنفة.
 تعرضت المكتبة للعديد من الحرائق وانتهت حياتها في عام 48 ق.م عندما قام يوليوس قيصر بحرق 101 سفينة كانت موجودة على شاطئ البحر المتوسط أمام مكتبة الإسكندرية بعدما حاصره بطليموس الصغير شقيق كليوباترا بعدما شعر أن يوليوس قيصر يناصر كليوباترا عليه، وامتدت نيران حرق السفن إلى مكتبة الإسكندرية فأحرقتها
وفي عام 2002 تم إعادة بنائها تحت اسم مكتبة الإسكندرية الجديدة وذلك في مشروع ضخم قامت به مصر بالاشتراك مع وكالة اليونسكو التابعة للأمم المتحدة، حيث تم بناء المكتبة من جديد في موقع قريب من المكتبة القديمة.

## القرن العشرين

### محرقة النازيين الكبرى للكتب 1933
شهد عهد النازيين حملات كبيرة لحرق الكتب ففي سنة 1933 بدأ جوزف جوبلس ـ الوزير النازي للتنوير العام والدعاية في رسم برنامج التناغم الثقافي حيث أصبحت الفنون في خدمة الأهداف النازية واتهمت الحكومة المنظمات الثقافية اليهودية والمنظمات الأخرى بأنها نوع من المعارضة فنياً وسياسياً. انظم الطلبة الألمان للحركة النازية، وفي أواخر عقد العشرينات واحتل العديد منهم مراكز داخل مؤسسات نازية مختلفة. إن الشعور القومي ومعاداة السامية داخل الطبقة المتوسطة تنامى واجتاح المنظمات الطلابية منذ قرون. بعد الحرب العالمية الأولى عارض أغلب الطلبة «جمهورية وايمار» (1919ـ1939) ووجدوا في الاشتراكية القومية وسيلة مناسبة للتعبير عن معارضتهم السياسية وكرههم. في 6 أبريل 1933 أعلنت الجمعية الطلابية للإعلام والدعاية حملة شملت كامل البلاد ضد «الروح غير الألمانية» وبلغت أقصاها بكلمة «التنظيف». لقد كانت الفصول المحلية تحتوي على مقالات مهمة لشحن الإعلام وتمويل الرموز النازية المهمة لتتكلم وتخاطب الجماهير المحتشدة وتناقش في البرامج الإذاعية. في 8 أبريل طبعت المنظمات الطلابية أطروحاتها منقية مقالات «مارتين لوثر كنج» ومطالباتهم بلغة وثقافة قومية. لائحات لإشهار هذه الأطروحات تهاجم اليهود المثقفين وتطالب اللغة والآداب الألمانية وتطالب الجامعات الألمانية بأن تصبح مركزاً للقومية الألمانية. ووافق الطلبة الحركة كردة فعل على تعاطف العالم مع اليهود وحملتهم ضد ألمانيا وتأكيد للقيم الألمانية التقليدية. وفي عملية مهمة ورمزية في 10 مايو أحرق الطلبة 25,000 مجلد من الكتب المسمات «غير ألمانية» معلنين بذلك حقبة من مراقبة وحضر الثقافة من قبل الدولة. وفي ليلة 10 مايو وفي أغلب الجامعات تظاهر الطلبة اليمينيون ضد «الروح غير الألمانية». وتطالب هذه النسخ المسؤولين النازيين والأساتذة والمحاضرين وقادة الطلبة بالتوجه للمشاركين والجماهير. وفي أماكن الاجتماع قام الطلبة برمي الكتب غير المرغوب فيها في النار وصحب ذلك جو من الغناء والبهجة. ولم تحرق كامل الكتب في 10 مايو كما كانت جمعية الطلبة الألمانية قد قررت. فبعضها وقع تأجيلها ببضعة أيام بسبب هطول الأمطار، وبعضها الآخر حرقت في 21 يونيو ـ أول يوم في الصيف، تاريخ الاحتفال التقليدي. وفي 34 جامعة داخل ألمانيا كانت «الحركة ضد الروح غير الألمانية» قد لقيت نجاحاً مما أدى إلى انتشار مقالات عن هذا الحدث في معظم الصحف. وفي بعض الأماكن وخاصة في برلين نقلت محطات الراديو خطابات وأغاني الاحتفالية مباشرة إلى المستمعين الألمان. أعمال الكتاب الألمان مثل بيرتولد بريخت وليون فويشتفانجر وألفريد كير حرقت في احتفال برلين. فحملة الثقافة الآرية وإلغاء النتاجات الثقافية الأخرى كان شكل آخر من أشكال المجهودات الألمانية لـ «تنقية» ألمانيا. كما وُضع الكاتبان الأمريكيان مثل أرنيست هامينجواي وهيلن كيلر في «قائمة سوداء».

## القرن 21
حرق مكتبات الفراعنة
ضياع كتب ارسطو
حرق مكتبات الصين العظمى
بيد اباطرتها لمحو اخبار سابقيهم
حرق مكتبات روما والصراعات في فجر المسيحية
حصار القسطنطينية وحريق مخطوطاتها وايقوناتها من قبل العثمانيين
الغزو المغولي للعالم وحرق مكتبة عظيمة في قلعة (آلموت) قرب بحر قزوين ضمت نحو (200,000) كتاب احرقها المغول حين سقط حصن (آلموت) ونهبت بعض المخطوطات الثمينة التي تعرضت فيما بعد للضياع.
يلاحق هولاكو وجحافله المغولية التي اجتاحت مواطن الحضارات الاسيوية العريقة واستهدفت المكتبات في معظم المدن التي مرت بها، وكانت بغداد أبرز المدن المستباحة بما حوته من مدارس للقانون والرياضيات والأداب ومكتباتها التي كانت تضم انفس المخطوطات لمختلف ثقافات العالم.. .
في سنة 1910 نشر المستقبليون بيانا دعوا فيه إلى تدمير جميع المكتبات
وفي 1967 احرق الشعراء الكولومبيون من جماعة ناديستا رواية ماريا لجورج ايزاك بقصد تدمير آداب عهد سابق
في 1939 قام مسؤولو مكتبة سانت لويس العامة في اميركا بمنع كتاب عناقيد الغضب، لجون شتاينبك وقاموا بحرق نسخه علانية،